# ناحیه پرایری، شهرستان هنکاک، ایلینوی
ناحیه پرایری (به انگلیسی: Prairie Township) یک منطقهٔ مسکونی در ایالات متحده آمریکا است که در شهرستان هنکاک، ایلینوی واقع شده‌است. ناحیه پرایری ۲۱۳ متر بالاتر از سطح دریا واقع شده‌است.